# كييل إن. ليندغرين
كييل إن. ليندغرين (بالإنجليزية: Kjell N. Lindgren)‏ (و. 1973  م) هو ضابط، ورائد فضاء أمريكي، ولد في تايبيه.

## التعليم
تعلم في جامعة ولاية كولورادو، وأكاديمية سلاح الجو الأمريكي، وجامعة منيسوتا، وجامعة كولورادو.

## ريادة الفضاء
شارك في المهمات الفضائية:
- البعثة 44
- البعثة 45.

## الخدمة العسكرية
خدم في القوات الجوية الأمريكية.